# 徳島合同庁舎
徳島合同庁舎（とくしまごうどうちょうしゃ）は徳島県徳島市新蔵町にある行政施設。

## 施設

### 本館
- 1F - 東部県税局(企画総務担当、不動産担当)
- 2F - 東部県税局((納税)整理担当、(納税)指導第一・第二担当、県民税・事業税担当)
- 3F - 東部県税局(間接税担当、県税調査担当)
- 4F - 徳島滞納整理機構

### 新館
- 1F - 東部農林水産局
- 2F - 東部農林水産局(農業支援第一担当(徳島農業支援センター))
- 3F - 東部農林水産局(企画総務担当)
- 4F - 東部農林水産局(農道水利担当、防災担当)
- 5F - 東部農林水産局(管理用地担当、整備担当)
- 6F - 東部農林水産局(林業飛躍プロジェクト担当、林業復興担当、森林整備担当、水産復興担当)

## 入居機関
- 東部県税局
- 東部農林水産局

## 交通
- JR徳島駅より徒歩約15分。
- 徳島バス・徳島市営バス「新蔵町」下車すぐ。